# Opovo
Opovo (izvirno srbsko Опово) je mesto v Srbiji, ki je središče istoimenske občine; slednja pa je del Južnobanatskega upravnega okraja.

## Demografija
V naselju živi 3742 polnoletnih prebivalcev, pri čemer je njihova povprečna starost 39,5 let (38,3 pri moških in 40,6 pri ženskah). Naselje ima 1500 gospodinjstev, pri čemer je povprečno število članov na gospodinjstvo 3,13.
To naselje je, glede na rezultate popisa iz leta 2002, v glavnem srbsko.
|  |

| Demografija | Demografija     | Demografija     |
| Leto        | Št. prebivalcev | Št. prebivalcev |
| ----------- | --------------- | --------------- |
|             |                 |                 |
|             |                 |                 |
|             |                 |                 |
|             |                 |                 |
| 1948        | 4396            |                 |
| 1953        | 4415            |                 |
| 1961        | 4254            |                 |
| 1971        | 4482            |                 |
| 1981        | 4769            |                 |
| 1991        | 4777            | 4728            |
| 2002        | 4801            | 4693            |
|             |                 |                 |

| Etnična sestava po popisu iz leta 2002 | Etnična sestava po popisu iz leta 2002 | Etnična sestava po popisu iz leta 2002 | Etnična sestava po popisu iz leta 2002 | Etnična sestava po popisu iz leta 2002 |
| -------------------------------------- | -------------------------------------- | -------------------------------------- | -------------------------------------- | -------------------------------------- |
| Srbi                                   | Srbi                                   |                                        | 3.744                                  | 79,77%                                 |
| Hrvati                                 | Hrvati                                 |                                        | 271                                    | 5,77%                                  |
| Jugoslovani                            | Jugoslovani                            |                                        | 155                                    | 3,30%                                  |
| Romi                                   | Romi                                   |                                        | 98                                     | 2,08%                                  |
| Madžari                                | Madžari                                |                                        | 28                                     | 0,59%                                  |
| Makedonci                              | Makedonci                              |                                        | 21                                     | 0,44%                                  |
| Črnogorci                              | Črnogorci                              |                                        | 8                                      | 0,17%                                  |
| Slovaki                                | Slovaki                                |                                        | 8                                      | 0,17%                                  |
| Nemci                                  | Nemci                                  |                                        | 8                                      | 0,17%                                  |
| Ukrajinci                              | Ukrajinci                              |                                        | 5                                      | 0,10%                                  |
| Romuni                                 | Romuni                                 |                                        | 5                                      | 0,10%                                  |
| Čehi                                   | Čehi                                   |                                        | 2                                      | 0,04%                                  |
| Bolgari                                | Bolgari                                |                                        | 2                                      | 0,04%                                  |
| Albanci                                | Albanci                                |                                        | 2                                      | 0,04%                                  |
| Slovenci                               | Slovenci                               |                                        | 1                                      | 0,02%                                  |
| Rusi                                   | Rusi                                   |                                        | 1                                      | 0,02%                                  |
| Muslimani                              | Muslimani                              |                                        | 1                                      | 0,02%                                  |
| Neznano                                | Neznano                                |                                        | 45                                     | 0,95%                                  |